# Asphondylia dodonaeae
Asphondylia dodonaeae är en tvåvingeart som beskrevs av Peter Kolesik 1995. Asphondylia dodonaeae ingår i släktet Asphondylia och familjen gallmyggor. Inga underarter finns listade i Catalogue of Life.